# W87
W87 je termojaderná hlavice, kterou mají ve výzbroji USA. Má sílu výbuchu ekvivalent 300 kilotun TNT, u modernizovaných verzí až 475 kilotun. Pochází z národní laboratoře Lawrence Livermore. Skládá se z primární a sekundární části. Primární je dvoubodově iniciovaná imploze posílená termonukleární fúzí iniciovaná externím generátorem neutronů. Sekundární je modifikovaná Teller-Ulamova koncepce do koule, která používá jako palivo deuterid lithný s obohacením 95% lithia-6. Velikostně je podobná hlavici W88, hlavní rozdíl je v umístění primární a sekundární části, přičemž sekundární je ve špici a primární vzadu, to dává lepší vyvážení než má hlavice W88.
Generátor neutronů se nachází v základně hlavice. Kolem primární a sekundární části je arašídově tvarovaný obal z uranu-238, který je nepropustný pro ionizující záření a dovolí stlačit sekundární část hlavice, protože záření bude držet uvnitř hlavice. Mezi primární a sekundární částí a obalem z uranu-238 je radiační kanál. Ten je vyplněn plastem, nejspíše molitanem nebo polystyrenem, který se promění v plazma, které je velmi dobře propustné pro toto záření a tak se může dobře stlačit sekundární část.
Tato hlavice má moderní vymoženosti, jako je například ohni odolné jádro a necitlivé trhaviny typu PBX s hlavní složkou TATB.
W87 je určena pro rakety LGM-118 Peacekeeper (12 hlavic), Minuteman III (1 hlavice) a MGM-134 Midgetman (1 hlavice se sílou 475 kilotun)